# Radomir Nikolić
Radomir Nikolić, cyr. Радомир Николић (ur. 2 lutego 1976 w Kragujevacu) – serbski polityk i menedżer, poseł do Zgromadzenia Narodowego, burmistrz Kragujevaca. Syn Tomislava Nikolicia.

## Życiorys
Ukończył szkołę podstawową i średnią w rodzinnej miejscowości, następnie studia menedżerskie na Uniwersytecie w Belgradzie. Pracował w bankowości i koncernie gazowym Srbijagas.
W 2008 dołączył do Serbskiej Partii Postępowej, którą założył jego ojciec. Od 2010 do 2012 kierował miejskimi strukturami SNS. W 2012 otwierał wyborczą listę tej partii w wyborach samorządowych. Gdy w tym samym roku Tomislav Nikolić wygrał wybory prezydenckie, Radomir Nikolić został wiceprzewodniczącym SNS, a następnie przewodniczącym jej komitetu wykonawczego. W wyborach w 2014 uzyskał mandat posła do Zgromadzenia Narodowego. W październiku tego samego roku został natomiast burmistrzem Kragujevaca. Urząd ten sprawował do 2020.